# 大榆树镇 (开鲁县)
大榆树镇，是中华人民共和国内蒙古自治区通辽市开鲁县下辖的一个乡镇级行政单位。

## 行政区划
大榆树镇下辖以下地区：
榆树村、红星村、金星村、兴隆岗村、林场村、潘家堡村、红庄村、利民村、秉礼村、里仁村、联丰村、吴家村、辽源村和富有村。